# 삼성 기어 아이콘X (2018)
삼성 기어 아이콘X (2018)(영어: Samsung Gear IconX (2018))은 2017년 8월 23일에 발표한 삼성전자의 무선 이어폰이다. 2017년 10월 27일에 정식 발매되었다.

## 정보
| 삼성 기어 아이콘X (2018) | 삼성 기어 아이콘X (2018)         |
| ------------------------ | -------------------------------- |
| 제품                     | 기어 아이콘X (2018) (Bluetooth®) |
| 이어버드 크기            | 21.8 x 18.9 x 22.8(mm)           |
| 이어버드 무게            | 8g                               |
| 케이스 크기              | 31.4 x 73.4 x 44.5 (mm)          |
| 무게                     | 54.5g                            |
| 네트워크                 | Bluetooth 4.2                    |
| 센서                     | 가속도계, 근접 센서              |
| 이어버드 배터리          | 82 mAh 리튬 이온 배터리          |
| 케이스 배터리            | 340 mAh 리튬 이온 배터리         |
| 충전                     | 무선 충전 (WPC 자기 유도 방식)   |

## 같이 보기
- 삼성 갤럭시 웨어러블
- 삼성 기어 아이콘X
- 삼성 갤럭시 버즈